# Ludowy Komisariat Przemysłu Stoczniowego ZSRR
Ludowy Komisariat Przemysłu Stoczniowego ZSRR, Narkomsudprom (ros. Народный комиссариат судостроительной промышленности CCCP, Наркомсудпром) – jeden z urzędów centralnych w Związku Radzieckim, odpowiednik ministerstwa, który nadzorował produkcję przemysłu stoczniowego.
11 stycznia 1939 dotychczasowy Ludowy Komisariat Przemysłu Obronnego (Народный комиссариат оборонной промышленности) został podzielony na kilka resortów, m.in. II Główny Zarząd odpowiedzialny za budownictwo okrętowe, przekształcono w Ludowy Komisariat Przemysłu Stoczniowego.
Resort nadzorował pracę 41 zakładów produkcyjnych i 10 biur projektów. W 1939 zatrudniał lub wykorzystywał 173.284 pracowników i więźniów.
15 marca 1946 urzędowi zmieniono nazwę na Ministerstwo Przemysłu Stoczniowego ZSRR (Министерство судостроительной промышленности CCCP, Минсудпром).

## Ludowi Komisarze
- 1939–1940 – Iwan Tewosian
- 1940–1946 – Iwan Nosienko

## Siedziba
Komisariat przemysłu stoczniowego zajmował budynek z 1931 (arch. Grigori Dankman) b. Instytutu Języków Obcych (Институт иностранных языков) w zaułku Petrowerigskim (Петроверигский пер.) 10. Trzy zarządy umieszczono w 5-kondygnacyjnym budynku na końcu ul. Rożdiestwienka (ул. Рождественка).